# Arto Härkönen
Arto Kalevi Härkönen (Helsinki, 31 januari 1959) is een Finse oud-atleet, gespecialiseerd in het speerwerpen. Hij werd olympisch kampioen en Fins kampioen op deze discipline.
In 1977 won hij een zilveren medaille bij het speerwerpen op het EK junioren in Donetsk. Op de Olympische Spelen van 1984 in Los Angeles waren de atleten uit de Sovjet-Unie en Oost-Duitsland wegens de olympische boycot afwezig. Hierdoor was voor Arto Härkönen de weg vrij om een gouden plak te halen. Met 86,76 m won hij de wedstrijd en versloeg hiermee de Brit Dave Ottley (zilver; 85,74) en de Zweed Kenth Eldebrin (brons; 83,72).

## Titels
- Olympisch kampioen speerwerpen - 1984
- Fins kampioen speerwerpen - 1982

## Persoonlijke records
Outdoor
| Onderdeel   | Prestatie | Datum | Plaats |
| ----------- | --------- | ----- | ------ |
| speerwerpen | 92,40 m   | 1984  |        |

## Palmares

### Speerwerpen
- 1976:  ISA Wereld Gymnasiade - 71,96 m
- 1977:  EK junioren - 82,98 m
- 1979:  Grand Prix Finale - 90,18 m
- 1979:  Universiade - 87,10 m
- 1984:  OS - 86,76 m

## Wereldranglijst
- 1979: 7e 90,18 m
- 1980: 6e 90,26 m
- 1981: 3e 91,04 m
- 1984: 6e 92,40 m

1908: Eric Lemming ·
1912: Eric Lemming ·
1920: Jonni Myyrä ·
1924: Jonni Myyrä ·
1928: Erik Lundqvist ·
1932: Matti Järvinen ·
1936: Gerhard Stöck ·
1948: Tapio Rautavaara ·
1952: Cyrus Young ·
1956: Egil Danielsen ·
1960: Viktor Tsyboelenko ·
1964: Pauli Nevala ·
1968: Jānis Lūsis ·
1972: Klaus Wolfermann ·
1976: Miklós Németh ·
1980: Dainis Kūla ·
1984: Arto Härkönen ·
1988: Tapio Korjus ·
1992: Jan Železný ·
1996: Jan Železný ·
2000: Jan Železný ·
2004: Andreas Thorkildsen ·
2008: Andreas Thorkildsen ·
2012: Keshorn Walcott ·
2016: Thomas Röhler ·
2020: Neeraj Chopra ·
2024: Arshad Nadeem